# Kevin Crawford

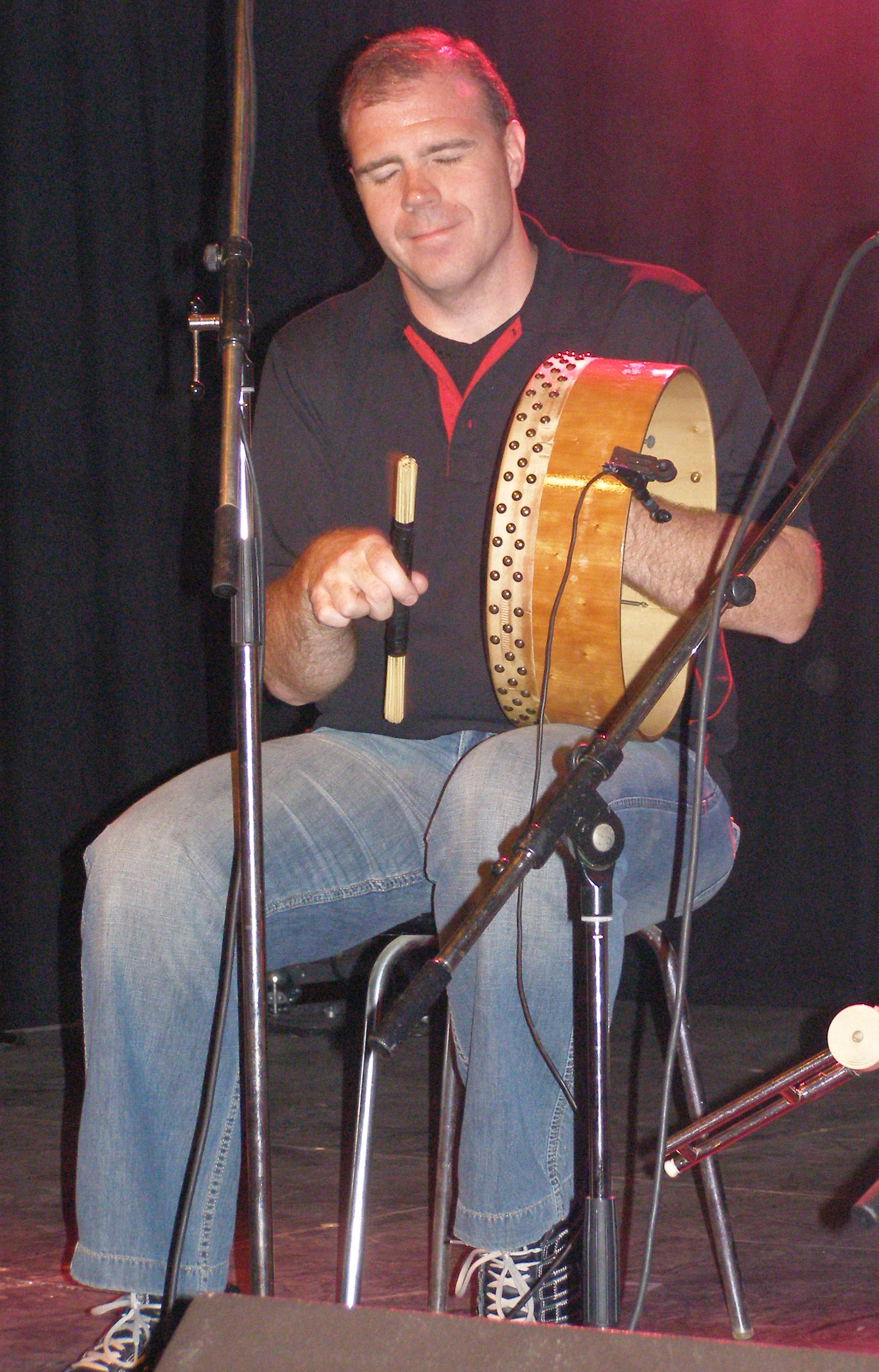
Kevin Crawford

Kevin Crawford (Birmingham (Engeland), 6 december 1967) is een Ierse bespeler van de fluit, tin whistle en bodhrán. Hij is een zoon van Ierse ouders die naar Engeland emigreerden, maar afkomstig zijn uit Miltown Malbay, County Clare, Ierland. Kevin ging later naar West Clare om zijn muziek te verbeteren en zich te bekwamen in de Ierse traditionele muziek. 
Hij werd bandlid van Moving Cloud in 1993 en van Lúnasa in 1998, waar hij Michael McGoldrick verving. Crawford kreeg het voor elkaar de frontman van Lúnasa te worden, wat hem goed afging mede door zijn muzikaliteit en gevoel voor humor.

## Discografie
Solo
- 'D' Flute Album (1995)
- In Good Company (2001)

Met Moving Cloud
- Moving Cloud (1995)
- Foxglove (1998)

Met Lúnasa
- Otherworld (1999)
- The Merry Sisters Of Fate (2001)
- Redwood (2002)
- The Kinnitty Sessions (2004)
- Sé (2006)